# Lardiés
Lardiés es un pueblo del municipio de Fiscal, en la provincia de Huesca (Aragón, España). Su población es de 9 habitantes (2018).
Se encuentra en los primeros metros de la ladera de la punta de Berroy, sobre la Ribera de Fiscal, vigilando la entrada del barranco de San Salvador en el río Ara.
Se  llega por el primer desvío de la N-260 en la variante Yebra-Fiscal, saliendo desde la rotonda de Fiscal en sentido Yebra. Antes de dicha obra, se llegaba por un camino asfaltado desde su cabecera municipal.

## Patrimonio
La iglesia parroquial data del siglo XVIII y está consagrada a la advocación de Santa Águeda. Es Bien de Interés Cultural declarado, con código SIPCA 1-INM-HOY-003-109-171, y se encuentra en ruinas desde que se derribó el tejado en 2009. No tenía oficios regulares desde hacía 40 años, de acuerdo con la diócesis, pero todavía se visitaba hasta 2007. El último servicio que se hizo fue el baptismo de un niño de la localidad en 1999, y ya el padre tuvo que hacer algunas reparaciones .
Es destacable Casa Tapía, que data de 1787. También son B.I.C. el lavadero, Casa Perico y Casa Allué.

## Historia

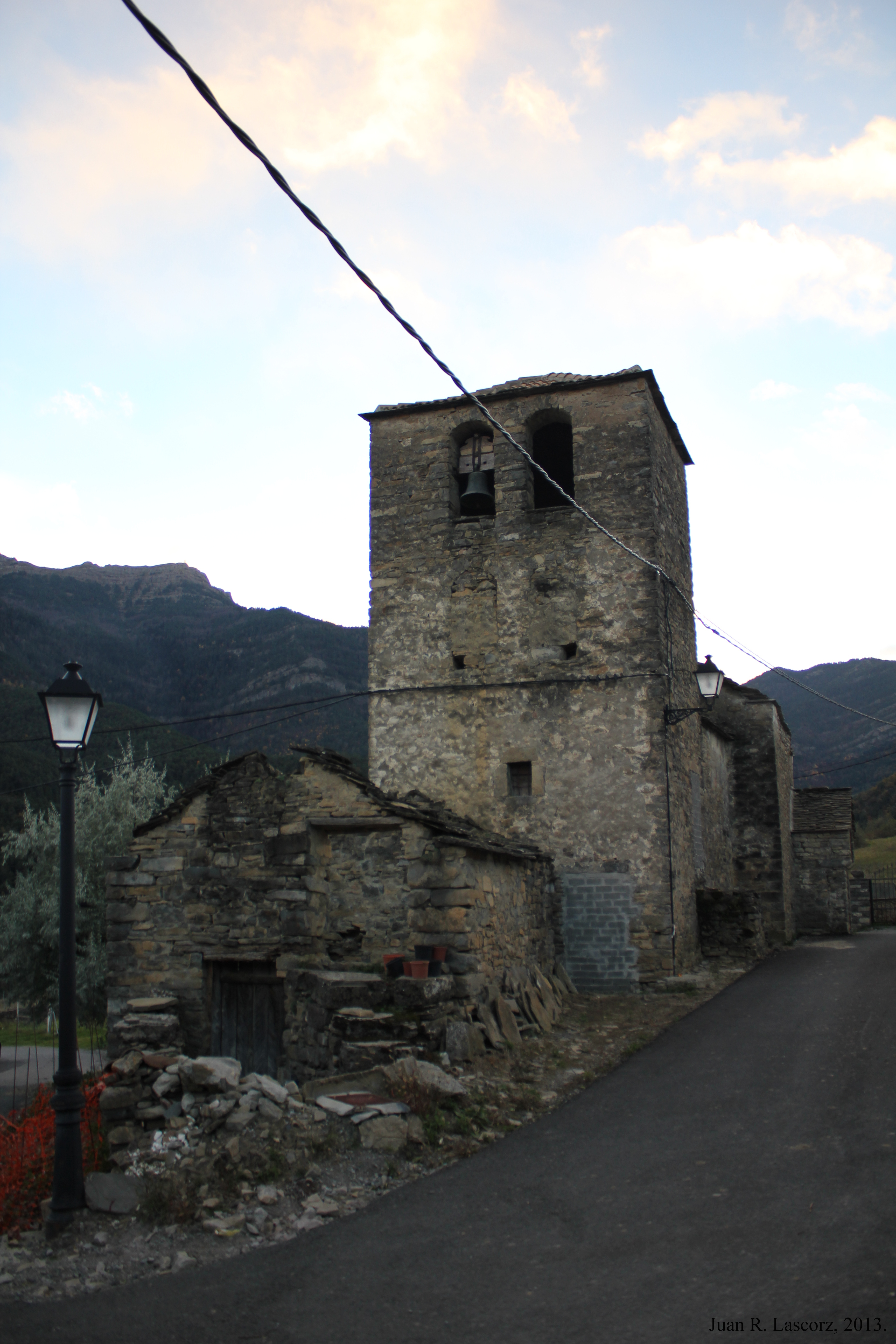
La iglesia de Sta. Águeda de Lardiés, en 2013.

En 1073 aparece en la documentación del monasterio de San Pedro de Rava, en el actual término de Ayerbe de Broto, como aldea que pagaba diezmos a la abadía. En 1571 la parroquia se transfiere desde el obispado de Huesca al de Jaca.
Aparece en el Diccionario geográfico-estadístico-histórico de España y sus posesiones de Ultramar de Pascual Madoz. De acuerdo con el geógrafo navarro, alrededor de 1845 tenía 8 casas y una iglesia parroquial, que era servida por un cura nombrado por el rey y, en su ausencia, por el arcipreste de Biescas. No explica el por qué del nombramiento real.
A mediados del siglo XIX el núcleo se servía del agua de dos fuentes, tenía huertas productivas y el monte era un bosque de pinos, boj y aliagas. Tenía caminos que lo conectaban con  Fiscal,  Bergua y Jaca (hace falta suponer que el camino viejo del puerto de Petralba, que sube desde el barranco de San Salvador). El correo le llegaba desde Aínsa.
Según Madoz, pertenecían al término de Lardiés las «pardinas» de Asué, Berroy, Vinuales y San Jaime. Dado que Berroy todavía tenía municipio propio, podría ser un error.

### Economía
Por Madoz sabemos que, en el siglo XIX, los campos de Lardiés producían trigo, cebada, maíz y mijo. La ganadería era «de corto número», compuesta de ovejas y cabras, pero tenía caza en abundancia, con perdices, liebres, corzos y jabalíes.
Contribuía 956 reales a la hacienda pública, y tenía un presupuesto municipal de 600 reales.